# Caspar Nicolaus Overbeck
Caspar Nicolaus Overbeck (häufig auch Kaspar Nicolaus Overbeck; * 17. März 1670 in Horneburg; † 17. September 1752) war ein deutscher evangelischer Theologe in Norddeutschland.

## Leben
Overbeck war der Sohn des Horneburger Predigers Christoph Overbeck († Februar 1683), der 1676 Pastor am St.-Nicolaihof in Bardowick wurde, und dessen Frau Anna Elisabeth (geborene Zimmermann), eine Tochter des Rektor Nicolaus Zimmermann in Lüneburg. Zunächst wurde er von seinem Vater ausgebildet, der ihm Religiosität und Tugend nahelegte, was ihn lebenslang prägen sollte. Nach dem Tod des Vaters wurde er im Alter von zwölf Jahren zu seiner Großmutter nach Lüneburg geschickt. Hier besuchte er das Johanneum, in dem sein Onkel Hermann Zimmermann Lehrer war. Der Rektor Heinrich Christoph Lauterbach sowie Konrektor Matthias Metzdorf wurden zu seinen Gönnern. Daraufhin wirkte Overbeck als Hauslehrer bei Metzdorfs Kindern und lernte die nach Lüneburg gereisten Theologen August Hermann Francke, Caspar Hermann Sandhagen und Hermann von der Hardt kennen. Auch sie beeinflussten Overbecks Glaubensvorstellung, sodass er sich seither umfassend mit dem Bibelstudium beschäftigte.
Seit dem 15. Mai 1689 studierte Overbeck an der Universität Leipzig, um Vorlesungen Franckes zu besuchen. Außerdem hörte er bei Johannes Olearius, Andreas Rivinus, Paul Anton und Joachim Lange.
Schon 1691 musste Overbeck auf Anweisung seiner Mutter das Studium beenden. Seither arbeitete er bei mehreren Familien als Hauslehrer und lebte in Lüneburg, wo er sich selbst weiter ausbildete und schon auf der Kanzel predigte. Am 6. Dezember 1693 erhielt er eine Stelle als Konrektor in Celle, die er am 27. März des nächsten Jahres antrat. Dort erhielt er später ein Angebot, Prediger zu Lüneburg zu werden, was er jedoch ablehnte. Im September 1710 schließlich nahm er eine Pfarrstelle in Rethem an, nachdem er sich in Celle als begabt gezeigt hatte und auf der Kanzel aufgefallen war. Im März 1723 ging er in diesem Amt nach Pattensen.
Im Januar 1736 wurde Overbeck zum Gehilfen des Superintendenten für Bardowick, Werner Michael Borcholt, ernannt. Dieser starb im nächsten Jahr, sodass Overbeck zum Superintendenten und zum Inspektor aufstieg, nebenbei aber Pfarrer zu Pattensen blieb. 1747 fand er in Christian Friederich Gottlieb Müller einen Pfarrgehilfen, der den gealterten Overbeck unterstützte. Im nächsten Jahr verlor er ein Auge, konnte aber trotzdem mit einem Auge gut sehen, ohne eine Brille zu benötigen.
82-jährig starb Overbeck 1752.

## Familie
Overbeck war viermal verheiratet.
- Am 29. April 1698 mit Dorothea Beata (geborene Adersbach, † 23. Mai 1702), die Tochter des Lüneburger Andreas Adersbach. Drei Kinder aus dieser Ehe verstarben früh.
- Am 22. Juli 1705 mit 1688 geborene Helena Magdalena (geborene Metzendorff, * 1688; † 7. Februar 1729), Tochter des Lehrer Matthias Metzendorff. Aus dieser Ehe stammten 14 Kinder, unter anderem:
  - Johann Adolph Overbeck (geboren am 19. Juli 1706, gestorben 27. August 1779), Pastor in Handorf
  - Levin Conrad Overbeck (geboren am 2. Februar 1712) zunächst Garnisonsprediger, dann Pfarrer, ⚭ Februar 1755 Maria Wilhelmine (geborene Chüden) das Paar hatte vier Töchter und zwei Söhne.
  - Georg Christian Overbeck (geboren am 13. Mai 1713, gestorben 1786) promovierter Jurist und Lübecker Advokat, ⚭ mit Eleonora Maria Jauch, drei Kinder (Christian Adolph, Conrad Carl und Johann Georg Overbeck).
  - Johann Daniel Overbeck (1715–1802), Theologe und Rektor
  - Gottfried Ferdinand Overbeck (geboren im Februar 1717)
  - August Friederich Overbeck (geboren im August 1719) Lehrer in Hermannsburg.
  - Dorothea Elisabeth Overbeck (geboren 1722) ⚭ 11. Juni 1748 in Pattensen Christian Friederich Gottlieb Müller, den Gehilfen Overbecks; 1758 ein Kind, das früh verstarb.
  - Anna Elisabeth Overbeck (geboren 1725).
- Am 25. April 1731 mit Margaretha Elisabeth (geborene Langejan, † 6. April 1736), Tochter des  Lüneburger Subrektors Brandanus Langejan.
- mit Martha Elisabeth (geborene Engelbrecht, verwitwete Zimmermann, † 11. April 1748) Tochter eines bekannten Juristen aus Helmstädt, und in erster Ehe vermählt mit dem Pastor Christian Heinrich Zimmermann.

## Wirken
Overbeck galt als vielseitig gebildeter Gelehrter, besonders in den alten Sprachen. Er erklärte schwierige Stellen im Neuen Testament. Ferner schrieb er Abhandlungen zur Exegese, die meist in der Zeitschrift freiwillige Hebopfer abgedruckt wurden. Rettung einiger Schriftstellen ist ein handschriftliches Werk Overbecks, ansonsten erschien nur ein eigenständiges, gedrucktes Werk von ihm.
Werke (Auswahl)
- Rettung einiger Schriftstellen, so heutiges Tags von Einigen, wider die in unsrer evangelischen Kirche aus dem göttlichen Worte recipirte Lehre vom Glauben, von der Rechtfertigung, von guten Werken gemißbraucht werden (Handschrift aus dem Nachlass).
- Untersuchung derjenigen Gründe, mit welchen Sr. Hochwürden der Herr Dr. Johann Schubert, hochverdienter Lehrer der heil. Theologie zu Helmstädt in seinen vernünftigen und schriftgemäßigen Gedanken vom jüngsten Gerichte, sich zu erweisen hat angelegen seyn lassen, daß im Evangelio am 2ten Sonntage des Advents nicht von dem zukünftigen allgemeinen Weltgerichte, sondern von einem besonderen, über die Juden zur Zeit der Zerstörung Jerusalems ergangenen Strafgerichte Gottes die Rede sei (Hamburg 1749)